# Istvaeoons
Het Istvaeoons (ook wel Wezer-Rijn-Germaans genoemd) is een dialectgroep binnen het West-Germaans. De Istvaeones waren volgens Tacitus een van de drie West-Germaanse groepen of proto-stammen.

## Verspreiding van het Germaans

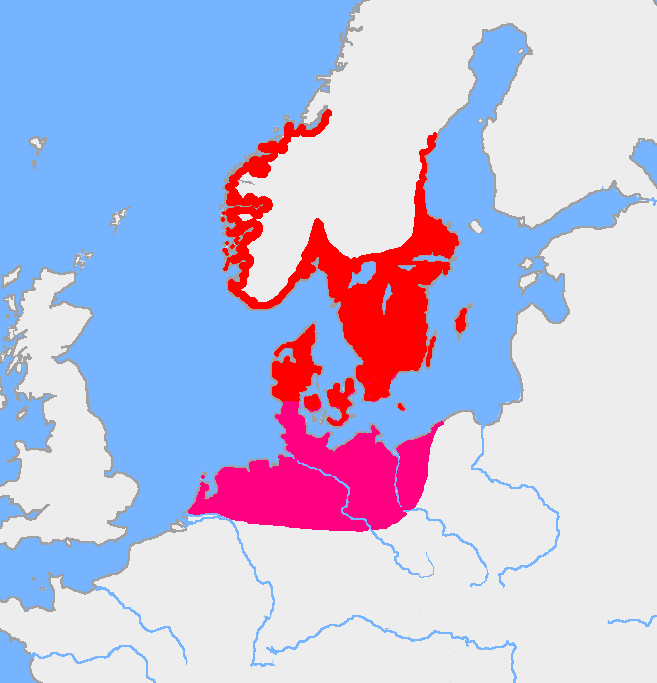
Verspreiding van de Germaanse cultuur in de IJzertijd, ca 500 - 60 v.Chr.

Met de Germanen wordt een etnolinguïstische verzameling volkeren en stammen aangeduid die rond het begin van onze jaartelling een Germaanse taal spraken. Het is volgens sommige auteurs primair een taalkundig begrip. Een Germaan was een spreker van een Germaanse taal. Praktisch nut heeft in elk geval nog altijd de door taalkundigen traditioneel gehanteerde indeling in West-Germaans, Noord-Germaans (beide takken nog bestaand) en Oost-Germaans (uitgestorven). Een probleem met deze indeling is, dat er minder gelet wordt op de dialectische afstamming van deze talen.
De Germaanse talen behoren tot de Indo-Europese taalfamilie. Destijds bestreken zij een gebied dat zich ongeveer uitstrekte van de Rijn in het westen tot voorbij de Wisła in het oosten en van de Donau in het zuiden tot Scandinavië in het noorden. Omstreeks de vijfde eeuw waren naast de Noord-Germaanse stammen in Scandinavië de belangrijkste volken op het continent de West-Germaanse Saksen, Franken, Juten en Angelen; voorts de Oost-Germaanse Goten (zowel Ostrogoten als Visigoten), Bourgondiërs en Vandalen.

## Indelingen van het West-Germaans

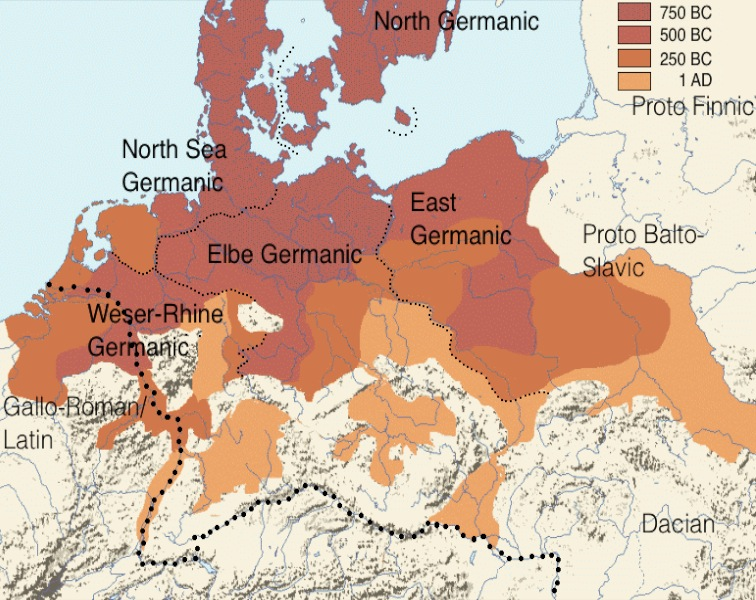
Verspreiding van de primaire Germaanse groepen voor de Grote Volksverhuizing

Tacitus beschrijft in Germania drie groepen Germanen, de Ingvaeones, Herminones en Istvaeones, die volgens sommige onderzoekers aan de basis staan van de dialectische oorsprong van de West-Germaanse talen:
» Ingvaeoons « (Noordzee-Germaans)
- →Engels
- →Schots
- →Fries
- →Nederduits
- →→Nedersaksisch
- →→Oost-Nederduits
- →→→Plautdietsch

» Herminoons « (Elbe-Germaans)
- Hoogduits
- →Duits
- →→Jiddisch

» Istvaeoons « (Rijn-Wezer-Germaans)
- Nederfrankisch
- →Nederlands
- →→Afrikaans
- →Limburgs
- Moezelfrankisch
- →Luxemburgs

Er is tegenwoordig geen algemeen aanvaarde indeling van de Germaanse talen. Voor het West-Germaans zijn diverse stambomen in omloop, waarbij verschillen tot uitdrukking komen wanneer met kijkt naar afstamming van de talen, of naar de ontwikkeling. Het Nederlands, als afstammeling van het Frankisch, vindt zijn oorsprong in de Istvaeonische dialecten van het West-Germaans, daar waar het Engels, Fries en Nedersaksisch hun oorsprong vinden in het Ingvaeonisch en het Hoogduits in het Herminonisch.
Er zijn echter ook andere manieren om West-Germaanse talen te classificeren. Veel instemming heeft de theorie van de Duitse taalwetenschapper Friedrich Maurer gekregen. Maurer gaat van vijf Germaanse taalgroepen uit:
- Noordzee-Germanen (Friezen, Angelen, Saksen)
- Wezer-Rijn-Germanen (aan de rivieren Wezer en Rijn: Franken, Hessen en anderen)
- Elbe-Germanen (aan de rivier Elbe: Alemannen, Bajuwaren, Longobarden)
- Noord-Germanen (in Scandinavië)
- Oder-Weichsel-Germanen (aan de rivieren Oder en Weichsel)

Volgens hem zijn Nederduits en Hoogduits geen oeroude taaleenheden maar latere versmeltingsproducten.
De begrippen Anglo-Fries en West-Germaans wijst hij af.

### Noordzeegermaans
De Noordzeegermaanse of Ingveoonse talen zijn een groep sterk verwante Germaanse talen en streektalen die in de buurt van de Noordzee gesproken werden. Hiertoe behoren het Oudfries, Oudengels, het Oudnederduits en in sommige opzichten ook het Oudnederlands. Men mag het Oudnederlands niet met Oudnederfrankisch vereenzelvigen omdat de westelijke dialecten (Hollands, West-Vlaams) Noordzeegermaans waren (of daardoor beïnvloed), zeker in de tijd van het Oudnederlands.
Het Oudfries en het Oudengels vertonen binnen de Noordzeegermaanse talen een dermate sterke gelijkenis dat soms van een Anglo-Friese subgroep binnen de Noordzeegermaanse talen wordt gesproken.

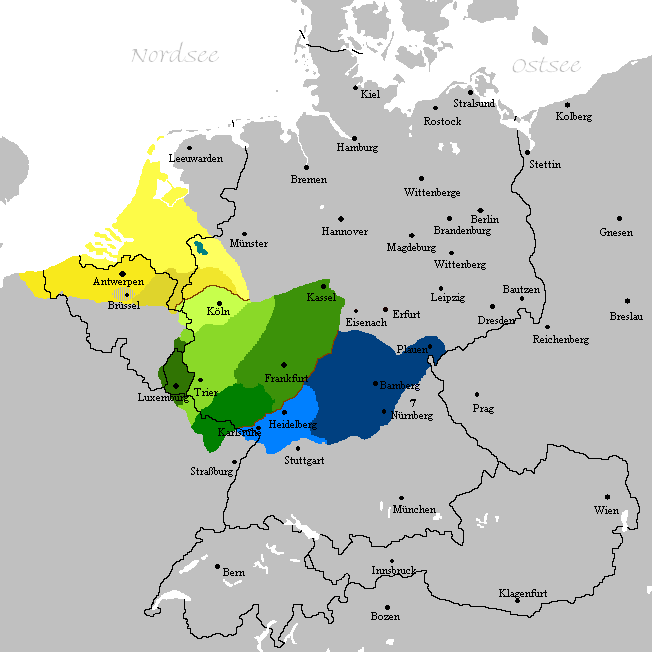
Het tegenwoordige Frankische dialectgebied. De van oorsprong Nederfrankische dialecten zijn in geel weergegeven, de Middelfrankische in groen en de Zuid- en Oostfrankische in blauw.

### Wezer-Rijn-Germaans

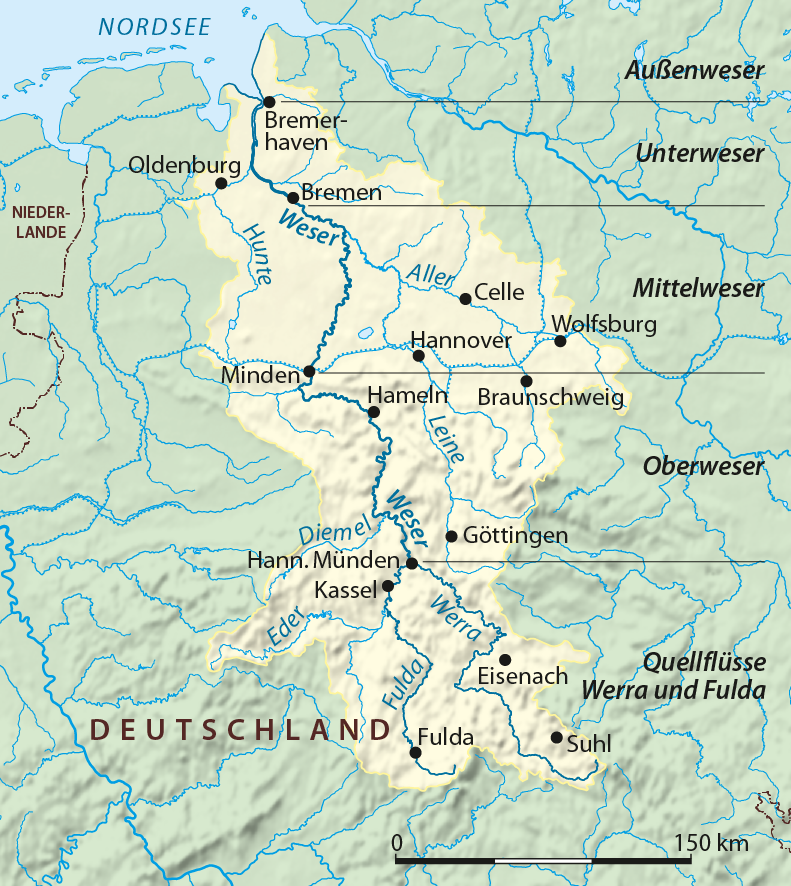
Stroomgebied van de Wezer

Frankisch is een verzamelnaam voor de West-Germaanse talen en Frankische dialecten, gesproken door de Franken. De Franken waren een Germaans volk dat voor zover bekend vanaf circa 200 langs de grens van het Romeinse rijk aan de Rijn in het huidige Duitsland woonde en zich later ook uitbreidde over geheel noordelijk Gallië. De oudste verwijzing naar de Franken dateert uit de derde eeuw en gaat over de vestiging van Frankische groepen ten noordoosten van de Rijn en de opsplitsing in twee deelgroepen, de Salische Franken en de Ripuarische Franken. De Salische Franken vestigden zich officieel in 358 in Toxandrië. Ze kwamen uit de oostelijk van de IJssel en Rijn gelegen delen van Germania. De Ripuarische Franken verbleven zuidelijker, ter hoogte van Keulen, rond de oevers van de Rijn, waaraan zij hun naam ontleenden: het Latijnse ripa betekent oever.
Door grote taalveranderingen raakte ook het Frankisch zelf verdeeld in Nederfrankisch, Middelfrankisch, Zuid-Frankisch en Oostfrankisch. De eerste groep heeft geleid tot het Middelnederlands, de laatste drie behoren tot de Duitse dialecten:
1. De Nederfrankische taal met Nederlands, Afrikaans en hun dialecten
2. De talen en dialecten van het Westmiddelduits (Middelfrankisch)
3. De Zuid-Frankische en Oostfrankische dialecten in het overgangsgebied van het Middelduitse naar het Hoogduitse taalgebied.

Taalkundigen verschillen van mening over de vraag of er werkelijk sprake van een Frankische taalfamilie kan zijn, aangezien er nog geen bewijzen geleverd worden dat de huidige Frankische talen en dialecten zich taalhistorisch uit een gemeenschappelijke Frankische oorsprongstaal ontwikkeld hebben.